# Фахри-паша
Фахри-паша или Омар Фахредин-паша (тур. Ömer Fahrettin Paşa; 1868, Русе – 1948, Истанбул) је био командант отоманске војске и везир Медине од 1916. до 1919.
Током Турско-руског рата његова породица се 1878. преселила у Истанбул. Кренуо је у Ратну академију и 1888. је дипломирао. Његово прво учешће у борбеним дејствима је било на источној граници са Јерменијом у Четвртој армији. У 1908. години вратио се у Истанбул и прикључио се Првој регуларној армији. 1911-12. послат је у Либију и када је букнуо Балкански рат, био је командант 31. дивизије на Галипољу. Његова јединица је ушла у Једрене против Бугарске када је ушао заједно са Енвер-пашом. 1914. године, најпре је био у Мосулу, а онда у Алепy.
23. маја 1916. године пребачен је по налогу Ђемал-паше према Медини у Хиџазу како би је одбранио. Током Првог светског рата он је бранио Медину која се налазила под опсадом од стране арапских снага. Са капитулацијом Османског царства 30. октобра 1918. године очекивало се да ће Фахри да преда град. Али је он одбио да то учини и одбио је да призна примирје.
Након капитулације Фахри је успео још 70 дана да држи заставу Османског царства на Медини.
Фахрија су ухапсили његови људи 9. јануара 1919. Као ратни заробљеник налазио се на Малти до 1921. Након пуштања, приступа турским снагама под командом Мустафе Кемала Ататурка у учествовао је у борбама са Грчком и Француском. Након Турског рата за независност, постао је турски амбасадор у Кабулу. У 1936. године унапређен је у чин генерал мајора и пензионисан је.